# Pantar (Lánao del Norte)
Pantar, es un municipio filipino de quinta categoría, situado al norte de la isla de Mindanao. Forma parte de la provincia de Lánao del Norte situada en la Región Administrativa de Mindanao del Norte en cebuano Amihanang Mindanaw, también denominada Región X. 
Para las elecciones está encuadrado en el Primer Distrito Electoral.

## Barrios
El municipio de Pantar se divide, a los efectos administrativos, en 21 barangayes o barrios, conforme a la siguiente relación:
| - Bangcal - Bubong Madaya - Bowi - Cabasaran | - Cadayonan - Campong - Dibarosan - Kalanganan Oriental | - Kalanganan Bajo - Kalilangan - Pantao-Marug - Pantao-Ranao | - Pantar Oriental - Población - Pitubo - Poona-Punod | - Punod - Sundiga-Punod - Tawanan - Pantar Occidental - Lumba-Punod |  |

## Historia

### Influencia española

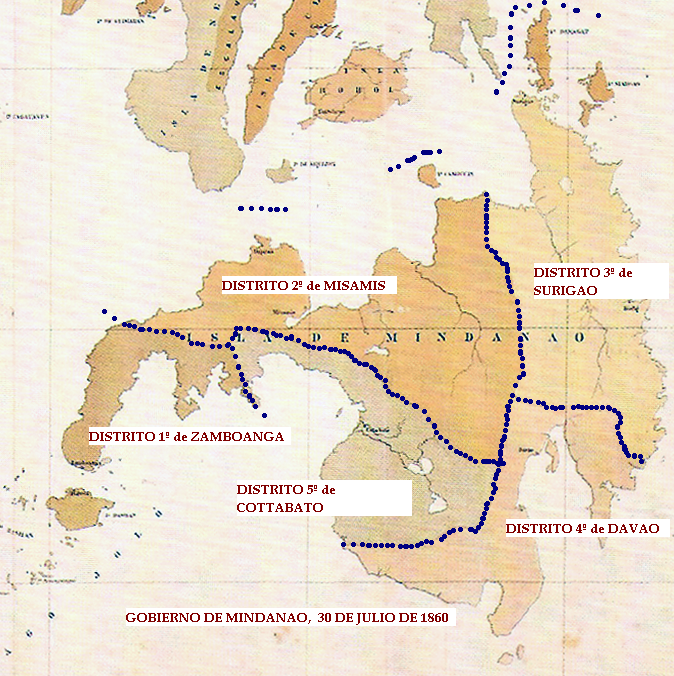
Gobierno de Mindanao: Los 5 Distritos creados por Real Decreto de 30 de julio de 1860.

El Distrito 7º de Lanao creado a finales del siglo XIX, concretamente el 8 de octubre de 1895, formaba parte del Imperio español en Asia y Oceanía (1520-1898).
Su territorio, segregado de los distritos 5º de Cottabato y 2º de Misamis, no fue dominado completamente por las armas españolas. El término de Caromatán formaba parte de Misamis.

### Ocupación estadounidense
En 1903 fue creada la provincia del Moro, siendo Lánao uno de sus distritos. La provincia de Lánao fue creada en 1914 formando parte del Departamento de Mindanao y Joló (1914-1920)  (Department of Mindanao and Sulu) .

### Independencia
El 8 de julio de 1948 los términos municipales de Momungán, Pantar y Balut quedan organizadas en un municipio independiente bajo el nombre de Balo-i, con la sede del gobierno en la población de Momungán. El municipio de Balo-i, como aquí se organizó, tendrá los siguientes límites:
El 22 de mayo de 1959 la provincia de Lánao fue dividida en dos provincias, una que se conoce como Lánao del Norte y la otra como Lánao del Sur.
Baloy es uno de los 10 municipios que forman la provincia de Lánao del Norte.
El 13 de junio de 1978 fue creado el municipio de Pantar formado por los siguientes barrios hasta entonces pertenecientes al municipio de Baloy: Pantar Población, Pantaon, Talontona, West Pantar, Pindoloan, Pantar East, Campong, Bobong, Raya, Kalanganan East, Kalanganan Lower, Tambo, Cadayonan, Tawaan, Domakias, Pitubo, Bobong-Madaya, Cabasaran, Bangcal, Pantao-Marug, Punod, Bowi, Poona-Punod, Pantao-Ranao, Sundiga-Punud, Bogowan-Ingud, Cawi-Ompara, River Side, Kalilangan y Dibarosan.